# Soulgas
Soulgas Crosby & Bishop, 1936 è un genere di ragni appartenente alla famiglia Linyphiidae.

## Distribuzione
L'unica specie oggi attribuita a questo genere è stata rinvenuta negli USA.

## Tassonomia
A giugno 2012, si compone di una specie:
- Soulgas corticarius (Emerton, 1909)[3] — USA